# Перпер, Мира Иосифовна
Ми́ра Ио́сифовна Пе́рпер (16 ноября 1918, Москва — 9 апреля 2001, там же) — советский и российский литературовед (текстолог, источниковед), переводчик.

## Биография
Дочь журналиста и издателя Иосифа Овшиевича Перпера и Эсфири Исааковны Каплан (в замужестве Каплан-Перпер; 16 июня 1889 — 28 июля 1933), деятелей русского вегетарианского движения.
Работала редактором в Учпедгизе, где отвечала за учебную литературу на английском и французском языках. Сотрудница Института мировой литературы имени А. М. Горького. В сферу её научных интересов входила история русской литературы и общественной мысли разночинной и народнической эпохи (Н. Г. Чернышевский, П. Л. Лавров, С. М. Степняк-Кравчинский, А. И. Герцен, А. Н. Радищев). Её работа «Англичанин книготорговец, ещё один знакомый Пушкина», опубликованная во «Временнике Пушкинской комиссии. 1979» (Л., 1982), позволила установить личность знакомого А. С. Пушкина англичанина Т. Киртона. Методом графологического анализа подтвердила авторство прокламации «Барским крестьянам от их доброжелателей поклон», продиктованной Н. Г. Чернышевским родственнику жены А. В. Захарьину, за которую писатель был сослан в Сибирь (1975). Опубликовала обнаруженные ею материалы из походного дневника 1812 года декабриста И. Д. Якушкина, письма Н. П. Огарёва и А. И. Герцена (с текстологическим анализом выскобленных букв). Её работы выходили в «Археографическом ежегоднике» и «Историческом архиве».
Соавтор (с Терезой Годье) вышедшего во Франции учебника русского языка «Le russe vivant» (1962). С её учебными комментариями выходили английские издания Вальтера Скотта («Квентин Дорвард»); составитель сборников В. Г. Короленко «Земли! Земли!: мысли, воспоминания, картины» (1991) и «Н. Г. Чернышевский в воспоминаниях современников» (1982), собрания сочинений С. Степняка-Кравчинского в 2-х томах; перевела с английского языка книгу «Последняя „виннебаго“» Конни Уиллис (1997), с французского языка «Дневник» Александра Чичерина 1812—1813 годов (1966), переписку К. С. Станиславского с иностранными корреспондентами, ряд историко-литературных документов.

## Публикации
- Le russe vivant: cours complet de langue russe (с Thérèse Godier). 2ème année. Éditions de la Librairie du globe, 1962.
- Дневник Александра Чичерина, 1812—1813. М.: Наука, 1966. — 278 с.
- Н. Г. Чернышевский в воспоминаниях современников. М.: Художественная литература, 1982. — 590 с.
- Хронологический справочник (XIX и XX века) / сост. М. И. Перпер; отв. ред. В. Н. Баскаков; Институт русской литературы (Пушкинский Дом). Л.: Наука, Ленинградское отделение, 1984. — 56 с.
- Степняк-Кравчинский С. Сочинения. В 2-х т. / сост. и комм. Н. М. Пирумовой и М. И. Перпер. М.: Художественная литература, 1987. — 575 с. и 461 с.
- П. С. Пущин. Дневник 1812—1814 гг. А. В. Чичерин. Дневник 1812—1813 гг. Перевод с французского М. И. Перпер. М.: Кучково поле, 2012 и 2016.